# Agripa
Agripa (en llatí Agrippa) era un nom romà molt antic, que inicialment es va usar com a nomen i després com a cognomen, cosa que era bastant freqüent a l'inici de l'imperi, però que no havia passat abans amb la república. Segons Aule Gel·li, Plini i Solinus, el nom significava "naixement, on la criatura es presenta primer amb els peus" però la derivació de aegre partus (part difícil) no sembla correcta.
Diferents Agrippas al llarg de la història:
- Agripa d'Alba, rei de la ciutat d'Alba
- Agripa (filòsof), filòsof romà
- Marc Asini Agripa, cònsol romà de l'any 25
- Agripa Càstor, escriptor romà
- Fonteu Agripa, procònsol (69 i 70)
- Dècim Hateri Agripa, cònsol el 22
- Herodes I Agripa, rei de Judea
- Herodes II Agripa, rei de Calcis
- Marci Agripa, governador de Pannònia i Dàcia vers 217
- Pòstum Agripa, net d'August
- Vibulè Agripa, cavaller romà
- Marc Vipsani Agripa (Marcus Vipsanius Agrippa), general romà, cònsol el 37 i el 28